# Fußballspiel Zenit St. Petersburg – FK Dinamo Minsk am 16. August 2018
Das Fußballspiel Zenit St. Petersburg – FK Dinamo Minsk war das Rückspiel der dritten Qualifikationsrunde der UEFA Europa League 2018/19. Es fand am 16. August 2018 im Petrowski-Stadion in Sankt Petersburg statt. Zenit gewann das Spiel mit 8:1 nach Verlängerung und war somit der erste Verein in einem europäischen Wettbewerb, der nach einem Vier-Tore-Rückstand aus dem Hinspiel im Rückspiel acht Treffer erzielte. Ferner war Zenit die einzige Mannschaft, der dieses Kunststück in Unterzahl gelang; denn durch eine Gelb-Rote Karte gegen Paredes in der 72. Minute spielte Zenit einschließlich der Verlängerung fast 50 Minuten lang mit einem Mann weniger.
Zudem hat Zenit es als überhaupt erst fünfte Mannschaft in einem europäischen Wettbewerb geschafft, einen Vier-Tore-Rückstand aus dem Hinspiel zu drehen. In der 2009/10 neu eingeführten UEFA Europa League war Zenit die erste Mannschaft, der dies gelang und auch unter Berücksichtigung des Vorgängerwettbewerbs UEFA-Pokal, in dem nur zweimal eine Mannschaft einen Vier-Tore-Rückstand aus dem Hinspiel drehen konnte, war Zenit die erste Mannschaft, die dabei nicht von der Auswärtstorregel profitierte. Davon hingegen profitierten 1984/85 der FK Partizan Belgrad gegen die Queens Park Rangers (2:6 und 4:0 in der 2. Runde) sowie eine Saison später der alte und neue Titelträger Real Madrid gegen Borussia Mönchengladbach (1:5 und 4:0 im Achtelfinale).
Außerdem war es das erste Mal in der Geschichte des Europapokals, dass eine Mannschaft einen Vier-Tore-Rückstand ohne Publikum aufholte. Denn wegen rassistischer Beleidigungen von Zenit-Fans im Achtelfinale der vergangenen Saison gegen Naby Keïta von RB Leipzig war Zenit von der UEFA mit einem Geisterspiel bestraft worden. Deshalb fand die Partie auch nicht im 68.000 Besucher fassenden Sankt-Petersburg-Stadion statt, sondern im wesentlich kleineren Petrowski-Stadion. Dieses liegt auf einer von Flussläufen umgebenen Insel und um ihrer Mannschaft dennoch nahe zu sein, mieteten einige Zenit-Fans Boote und feuerten ihr Team vom Wasser aus an.

## Spielbericht
Um die nächste Runde zu erreichen, musste Zenit einen Rückstand von vier Toren aufholen, nachdem das Hinspiel im Minsker Dinamo-Stadion mit 0:4 verloren worden war.
Das einzige reguläre Tor der ersten Hälfte fiel in der 22. Minute nach einem von Paredes ausgeführten Freistoß zur 1:0-Führung für Zenit, als sich der von ihm von der Außenseite getretene Ball in Form einer Bogenlampe über den sichtlich überraschten Torhüter von Dinamo Minsk, Gorbunow, ins lange Eck des von ihm gehüteten Tores niedersenkte. Einem Treffer in der 30. Minute zum möglichen Ausgleich für Dinamo Minsk wurde wegen Abseitsstellung von Iwanow zu Recht die Anerkennung verweigert. Als Noboa in der 66. Minute durch einen strammen Fernschuss aus rund 25 Metern in den Torwinkel der Treffer zum 2:0 gelang, kamen wieder Hoffnungen auf das „Wunder von Sankt Petersburg“ auf. Diese erhielten in der 72. Minute einen herben Rückschlag, als Paredes mit Gelb-Rot des Feldes verwiesen worden war. Davon unbeeindruckt, gelangen Dsjuba innerhalb der nächsten sechs Minuten zwei Treffer zum 4:0, wodurch die 0:4-Hinspielniederlage egalisiert war. Weil in der regulären Spielzeit keine weiteren Treffer fielen, ging es in die Verlängerung, in deren erster Hälfte nur ein Treffer fiel. Dieser wurde jedoch von Yahaya zu Gunsten von Dinamo Minsk erzielt, wodurch die in Unterzahl spielende Mannschaft von Zenit erneut zwei Treffer für ein Weiterkommen brauchte. Diese fielen tatsächlich und erneut war „Matchwinner“ Dsjuba an beiden maßgeblich beteiligt. Seinen Schuss in der 109. Minute konnte Torwart Gorbunow nur vor die Füße von Driussi abwehren, der aus fünf Metern traf und sechs Minuten später verwandelte Dsjuba einen Strafstoß zum 6:1. In der Nachspielzeit der Verlängerung fiel dann die endgültige Entscheidung durch zwei weitere Treffer und einen Platzverweis gegen Schwetsow von Dinamo Minsk.

## Spieldaten
| Zenit St. Petersburg                                               | Zenit St. Petersburg | FK Dinamo Minsk | FK Dinamo Minsk |
| ------------------------------------------------------------------ | --- | --- | --------------- |
| Zenit St. Petersburg                                               | \| 16. August 2018 um 20:45 Uhr (MEZ) in Sankt Petersburg (Petrowski) \| \| Ergebnis: 8:1 n. V. (4:0, 1:0) \| \| Zuschauer: 220 \| \| Schiedsrichter: Sébastien Delferiere ( Belgien) \| \| Spielbericht \| | \| 16. August 2018 um 20:45 Uhr (MEZ) in Sankt Petersburg (Petrowski) \| \| Ergebnis: 8:1 n. V. (4:0, 1:0) \| \| Zuschauer: 220 \| \| Schiedsrichter: Sébastien Delferiere ( Belgien) \| \| Spielbericht \| | FK Dinamo Minsk |
| Zenit St. Petersburg                                               | Andrei Lunjow – Alexander Anjukow, Branislav Ivanović, Miha Mevlja, Elmir Nabiullin (59. Anton Sabolotny) – Christian Noboa (104. Igor Smolnikow), Daler Kusjajew – Hernani (61. Sebastián Driussi), Leandro Paredes, Alexander Jerochin (102. Róbert Mak) – Artjom Dsjuba Cheftrainer: Sergei Semak ( Russland) | Andrej Harbunou – Raman Behunou, Nino Galović, Maksim Schwjazou, Luís Rocha (92. Aljaksej Haurylowitsch) – Seidu Yahaya, Mikita Korsun, Ihar Schytau – Dinko Trebotić (72. Giorgi Nawalowski), Uladsimir Chwaschtschynski (55. Mikita Kaplenka) – Pilip Iwanou (64. Aljaksandr Makas) Cheftrainer: Sjarhej Hurenka ( Belarus) | FK Dinamo Minsk |
| Zenit St. Petersburg                                               | 1:0 Leandro Paredes (22.) 2:0 Christian Noboa (66.) 3:0 Artjom Dsjuba (75.) 4:0 Artjom Dsjuba (78.) 5:1 Sebastián Driussi (109.) 6:1 Artjom Dsjuba (115, PE) 7:1 Róbert Mak (120.+1', PE) 8:1 Róbert Mak (120.+3')                                                                                               | 4:1 Seidu Yahaya (99.) | FK Dinamo Minsk |
| Zenit St. Petersburg                                               | Christian Noboa (11.), Leandro Paredes (64.) | Raman Behunou (22.), Maksim Schwjazou (45.+2'), Nino Galović (116.) | FK Dinamo Minsk |
| Zenit St. Petersburg                                               | Leandro Paredes (72.) | Maksim Schwjazou (120.+1') | FK Dinamo Minsk |
| 16. August 2018 um 20:45 Uhr (MEZ) in Sankt Petersburg (Petrowski) | | |                 |
| Ergebnis: 8:1 n. V. (4:0, 1:0)                                     | | |                 |
| Zuschauer: 220                                                     | | |                 |
| Schiedsrichter: Sébastien Delferiere ( Belgien)                    | | |                 |
| Spielbericht                                                       | | |                 |